# Ȍ
Cette page contient des caractères spéciaux ou non latins. S’ils s’affichent mal (▯, ?, etc.), consultez la page d’aide Unicode.
Ȍ (minuscule : ȍ), appelé O double accent grave, est un graphème utilisé dans l’écriture du dan de l’Est et dans la notation de phonologie ou de poésie du croate ou du slovène.
Il s'agit de la lettre O diacritée d'un double accent grave.

## Utilisation
En serbo-croate et en slovène, ‹ ȍ › sert à noter un o avec un ton bref descendant. Le ton n’étant habituellement pas noté dans ces langues, l’usage de ‹ ȍ › concerne principalement les ouvrages de grammaire et les dictionnaires.

## Représentations informatiques
Le O double accent grave peut être représenté avec les caractères Unicode suivants :
- précomposé (latin de base, diacritiques) :

| formes    | représentations | chaînes de caractères | points de code | descriptions                                  |
| --------- | --------------- | --------------------- | -------------- | --------------------------------------------- |
| capitale  | Ȍ               | Ȍ                     | U+020C         | lettre majuscule latine o double accent grave |
| minuscule | ȍ               | ȍ                     | U+020D         | lettre minuscule latine o double accent grave |

- décomposé (latin de base, diacritiques) :

| formes    | représentations | chaînes de caractères | points de code | descriptions                                              |
| --------- | --------------- | --------------------- | -------------- | --------------------------------------------------------- |
| capitale  | Ȍ               | O◌̏                    | U+004F U+030F  | lettre majuscule latine o diacritique double accent grave |
| minuscule | ȍ               | o◌̏                    | U+006F U+030F  | lettre minuscule latine o diacritique double accent grave |